# Lycksele lappmark
Lycksele lappmark, före 1673 Ume lappmark eller Umeå lappmark, historisk lappmark i södra Lappland, Västerbottens län kring Umeälvens och därmed även Vindelälvens vattenområden.
Lycksele lappmark omfattar nuvarande Lycksele, Malå, Sorsele samt Storumans kommuner i södra Lappland. Området har varit detsamma som Lycksele tingslag.

## Historia
Lappmarksbegreppet var under 1500-talet inte stabilt i detta område. I fogderäkenskaperna talades om "the lappar, som liggie till Ume och Nordmalings socknar", medan fiskevattnen i lappmarken sades ligga "uthi Cronenes almening uthi all Vesterbotnen". När lappfogden Karl Unesson 1602 gjorde upp en förteckning över områdets skattebetalande samer talade han om "Wmå Lapper", men nämnde fortfarande inte ordet lappmark. 
På Anders Bures karta över Nordkalotten från 1611 återfinner man dock beteckningen Uma Lappmarck.
Vid 1600-talets början omfattade Ume lappmark ett område motsvarande nuvarande Lycksele kommun samt Stensele församling i Storumans kommun. Före 1607 ägde handeln med samerna rum i Granö, den översta bondbyn i Umeälvens dalgång, eller vid kungsgården i Umeå. Det är osäkert om Umeå besöktes varje år, men åtminstone 1592, 1598 och 1599 togs samerna emot vid kungsgården till jul och i Granö vid vårfrudagstiden. Då förplägades samerna på kronans bekostnad – det blev stora kalas med flera sorters bröd, kött, fisk, sälspäck, öl och brännvin. Troligen hölls även gudstjänster för samerna vid dessa tillfällen: i 1558 års räkenskaper finns en notering om att "Item upbars aff Ume skatth Lapper som ginge till Gudz bord påske tid Tiände gedder".

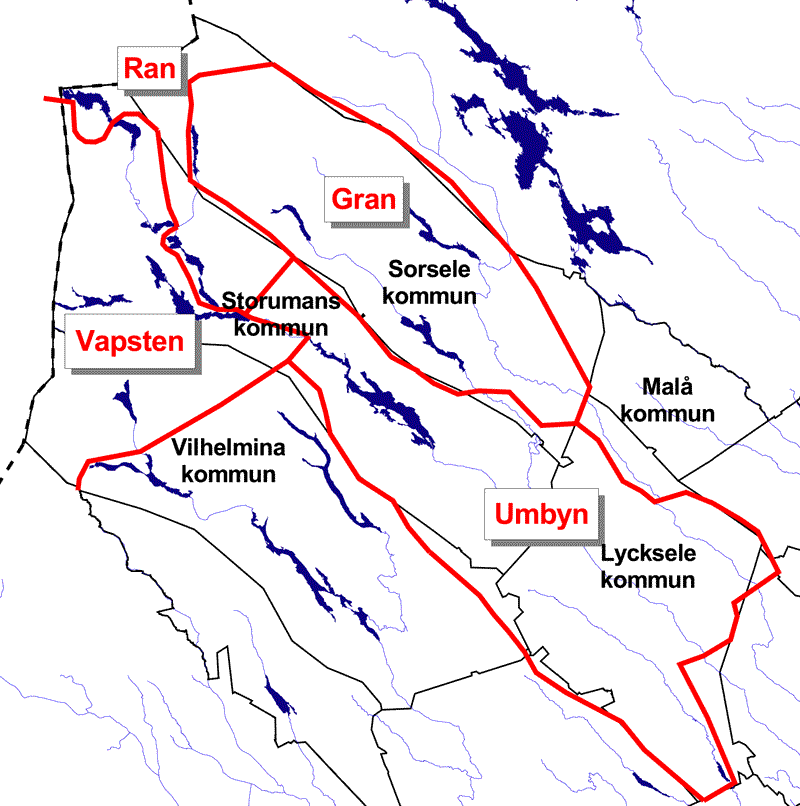
Lappbyar i Ume lappmark 1670. Lappbyarna visas i rött och nutida kommuner i svart. Gran och Umbyn var huvudsakligen granlappbyar (skogssamiska byar), medan Ran och Vapsten var fjällappbyar som även sträckte sig över på norsk sida.

Den sista sammandragningen i Granö ägde rum 1606, då kungens utsände Daniel Thordsson Hjort höll möte "i alle Umhå Lappars närwarelse" med anledning av hertig Karls beslut att anlägga kyrkplatser i Lappmarken. Hertigen hade velat att Ume och Pite lappmarker skulle få en gemensam kyrkplats, men i Granö var alla eniga om att detta vore omöjligt, ”efter en part boo för långt norr och een part för långt söder”. Samma uppfattning rådde en dryg vecka senare vid tinget i Arvidsjaur. Man kom därför fram till att kyrkplatser skulle anläggas både i Lycksele och Arvidsjaur. Men samerna i Ume lappmark var "för swage till att byggie Kyrkio alene", varför det beslöts att de samer från Pite lappmark som hörde till Laisbyn, en historisk lappby som omfattade hela nuvarande Sorsele kommun och fjällområdet ned till Jämtland, skulle gå samman med umesamerna om kyrkobygget och därefter höra till "Umhå lapmark".
Samerna i Ångermanna lappmark kom därefter i praktiken att höra till Ume lappmark. De avskildes i och med att drottning Kristina lät anlägga Åsele kyrkplats 1648. Den södra delen av den gamla Laisbyn fördes då också över från Ume lappmark till Åsele. Därefter bestod Ume lappmark av de historiska lappbyarna Umbyn, Gran, Ran och Vapsten.
Nasafjällsepoken inverkade på Ume lappmark genom att Ran- och Granbyarna under en period överfördes till den nyanlagda Arjeplogs kyrkplats i Pite lappmark för att samerna i dessa byar skulle inlemmas i Nasafjällsgruvans transportsystem. Sedan gruvan bränts ned av norska trupper 1659 begärde emellertid dessa byar att återigen få höra till Lycksele kyrkplats och Ume lappmark, vilket också fastställdes genom en resolution från Johan Oxenstierna 1663.
Därmed fick Ume lappmark sin slutliga omfattning. Sedan Lycksele lappmarksförsamling blivit självständig 1673 började man tala om Lycksele lappmark. Malå socken har historiskt inte hört till denna lappmark, men har i praktiken kommit att räknas dit sedan kommunen fördes över från Norrbottens län till Västerbottens län 1869.

## Tidiga källor om Ume lappmark

Karta över Lycksele (Umeå) lappmark från 1671, av Jonas Persson Gedda.

I början av 1600-talet hade kronan mycket vaga kunskaper om lappmarkerna, och skatten uttogs på oklara grunder. År 1602 utfärdade hertig Karl en ny ordning för ”then Skatt Lapperne vthgöre skole”, enligt vilken ett register skulle upprättas över alla som bodde i lappmarkerna. Dessutom skulle man skriva upp hur många sjöar och vattendrag som fanns i varje lappmark och vilka som hittills brukat dem. Ett sådant register upprättades också av lappfogden Karl Unesson för "Wmå och Ångermanne Lapper". Det innehåller namn på alla samer som vid denna tid skattade inom området, hushållens sammansättning, hur många renar var och en hade samt hur många fiskevatten de disponerade. Något motsvarande register upprättades inte för övriga lappmarker, vilket innebär att det finns ett unikt tidigt källmaterial om befolkningen i just Ume och Ångermanna lappmarker.
När Johan Graan blev landshövding i Västerbottens län 1653 började han arbeta för att öka kunskaperna om lappmarkerna och deras befolkning. År 1670 sände han en skrivelse till rikskanslern Magnus Gabriel De la Gardie, och väckte tanken att Kungl. Maj:t skulle verka för att öka områdets befolkning. Landshövdingen hade nämligen lagt märke till att det fanns ganska många platser med gräsväxt och lövskog i lappmarkerna, platser som skulle kunna utnyttjas för att föda upp andra djur än renar. Med andra ord: svenska bönder skulle kunna få sin utkomst där. Innan det kunde bli aktuellt med någon svensk kolonisation var det emellertid nödvändigt att upprätta en jordebok över lappmarkerna. Johan Graan hade själv låtit ta fram ett utkast till en sådan för Ume lappmark 1670. I detta utkast finns namn på alla skattebetalande samer, vilka land de brukar och vilka fiskevatten som hör till respektive land. Inte heller detta jordeboksarbete fick emellertid någon fortsättning i övriga lappmarker, vilket innebär att det även i detta avseende finns ett unikt källmaterial till Ume lappmarks historia.
I skrivelsen till De la Gardie argumenterade landshövdingen också för att hela Lappmarken borde kartläggas av en lantmätare. Kronan beviljade ekonomiska medel till detta företag, vilket ledde till att Johan Graan 1671 skickade ut lantmätaren Jonas Persson Gedda och notarien Anders Olofsson Holm samt antagligen även malmletaren Erik Olofsson i fält. Resultatet av denna expedition blev en karta över två av de ingående lappbyarna, Umbyn och Granbyn, samt en omfattande beskrivning. På kartan finns alla lappskatteland i byarna inritade med namn på både landet och innehavaren. Även de fiskevatten som hör till varje land finns med. Huvudsyftet med expeditionen var emellertid att hitta möjliga platser för nybyggen, och på kartan markeras 56 sådana platser. Expeditionen fortsatte aldrig upp till lappmarkens högre belägna byar, Ranbyn och Vapsten, eftersom utsikterna att anlägga nybyggen där bedömdes som små. Även detta material är unikt: någon motsvarande kartläggning blev aldrig gjord i övriga lappmarker.
Johan Graans erfarenheter av denna kartläggning redovisades i förnyade skrivelser till Kungl. Maj:t och ledde till att Karl XI utfärdade det första lappmarksplakatet 1673.